# يان كوب
يان كوب (بالألمانية: Jan Kopp)‏ هو ملحن ألماني، ولد في 13 يوليو 1971 في بفورتسهايم في ألمانيا.